# Navi Rawat
Navi Rawat (Malibu, Californië, 5 juni 1977) is een Amerikaanse actrice van Indiase en Duitse afkomst. Haar vader is Indiaas, haar moeder Duits. Rawat maakte in 2001 haar acteerdebuut in Jack the Dog. Haar omvangrijkste rol is die van  Amita Ramanujan in de televisieserie Numb3rs, waarin ze in 99 afleveringen te zien is.
Rawat studeerde aan de Tisch School of the Arts van New York University. Ze speelde onder meer Theresa Diaz in de dramaserie The O.C. (dertien afleveringen), Melanie in het eerste seizoen van de actieserie 24 (zes afleveringen) en als een verwarde vampierenjager (slayer) in de Buffy-spin-off Angel (eenmalig).

## Filmografie
- The Playback Singer (2013)
- Music High (2012)
- The Collection (2012)
- Inside the Box (2009, televisiefilm)
- Tom Cool (2009)
- Ocean of Pearls (2008)
- Loveless in Los Angeles (2007)
- Undead or Alive (2007)
- Feast (2005)
- The Street Lawyer (2003, televisiefilm naar een boek van John Grisham)
- House of Sand and Fog (2003)
- Thoughtcrimes (2003)
- Dancing at the Harvest Moon (2002, televisiefilm naar een boek van K.C. McKinnon)
- The Princess & the Marine (2001, televisiefilm)
- Jack the Dog (2001)

## Televisieseries
*Exclusief eenmalige verschijningen
- Lauren - Masters (2012, twee afleveringen)
- Burn Notice - Kendra (2010, drie afleveringen)
- Numb3rs - Amita Ramanujan (2005-2010, 99 afleveringen)
- The O.C. - Theresa Diaz (2003-2006, dertien afleveringen)
- 24 - Melanie (2002, zes afleveringen)